# ŠRC Marijan Šuto-Mrma
ŠRC Marijan Šuto-Mrma – stadion piłkarski w Zmijavci, w Chorwacji. Obiekt może pomieścić 1300 widzów. Swoje spotkania rozgrywają na nim piłkarze klubu NK Croatia Zmijavci.